# 1812
Il 1812 (MDCCCXII in numeri romani) è un anno bisestile del XIX secolo.

## Eventi
- I Fratelli Grimm pubblicano la storia di biancaneve e i sette nani.
- Sophie Trébuchet alloggia con il piccolo figlio Victor Hugo a Parigi, nel vecchio monastero abbandonato delle Feuillantines.
- Nicolas Appert inventa la scatoletta per la conservazione del cibo.
- 18 maggio – Il conte di Narbonne viene incaricato dall'Imperatore Napoleone di chiarire ed evitare la guerra con la Russia, la quale, per ottenere l'evacuazione della Pomerania svedese, aveva mandato un ultimatum di guerra all'Impero Francese.
- 18 giugno – Gli Stati Uniti d'America dichiarano guerra al Regno Unito, inizia la Guerra del 1812.
- 24 giugno – Inizia la Campagna di Russia condotta da Napoleone Bonaparte.
- 18 luglio – Il Parlamento siciliano approva la Costituzione elaborata da Paolo Balsamo. La carta verrà promulgata dal reggente Francesco I delle Due Sicilie il successivo 10 agosto.
- 22 luglio – Guerra d'indipendenza spagnola, Battaglia di Salamanca: Forze britanniche guidate da sir Arthur Wellesley (futuro Duca di Wellington) sconfiggono le truppe francesi nei pressi di Salamanca in Spagna.
- 23 luglio – Battaglia di Saltanovka: Le truppe francesi respingono un assalto russo e lanciano un contrattacco inseguendo i nemici per circa una lega.
- 25-26 luglio – Battaglia di Astroŭna: Il corpo francese comandato dal maresciallo di Francia Michel Ney ed il principe Eugenio, con la cavalleria di Murat, sconfigge gli avversari russi, pur contando un numero di vittime pari a quello del nemico.
- 15 agosto – Nella Plaza Mayor di Madrid viene solennemente proclamata la Costituzione spagnola, promulgata a Cadice il 19 marzo.
- 17 agosto – Battaglia di Smolensk: Nel corso della Campagna di Russia, l'esercito francese comandato da Napoleone riesce ad espugnare Smolensk. L'esercito russo, tuttavia, si era già ritirato lungo la riva settentrionale del fiume, riuscendo così ad evitare la disfatta.
- 19 agosto – Battaglia di Valutino: L'esercito francese sconfigge nuovamente quello russo, il quale però riesce ancora ad evitare la disfatta e a proseguire la ritirata verso Mosca.
- 5 settembre – Battaglia di Ševardino: La guarnigione russa a presidio del "ridotto di Ševardino" viene interamente distrutta e la posizione conquistata dalle truppe francesi.
- 7 settembre
  - Battaglia di Borodino – Sconfitta dei russi per opera di Napoleone.
  - Entra in uso la prima bandiera nazionale del Paraguay dai colori ispirati al tricolore francese: farà da modello alla bandiera oggi in uso, adottata nel 1842.
- 14-15 settembre – Napoleone entra a Mosca. Sarà poi costretto a lasciare la città tra il 18 e il 19 ottobre a causa del devastante incendio divampato il 15 settembre (Incendio di Mosca) e del rifiuto da parte dello zar Alessandro I di Russia di firmare un armistizio.
- 19 ottobre – Inizia il ritiro dei francesi da Mosca.
- 4 novembre – Posa della prima pietra dell'Osservatorio Astronomico di Capodimonte fatta da Carolina Bonaparte.
- 15-18 novembre – Battaglia di Krasnoi: Durante la fase di ritirata francese, Napoleone e i suoi marescialli vengono attaccati duramente dalle truppe russe, pur riuscendo ad evitare la distruzione e a riprendere la ritirata.
- 26-29 novembre – Battaglia della Beresina: Nel corso della ritirata di Napoleone dalla Russia, le truppe francesi vengono attaccate ma, seppur subendo numerose perdite, evitano la disfatta totale da parte dell'esercito nemico.
- 5 dicembre – Napoleone viene a conoscenza d'un tentativo di colpo di stato a Parigi ed abbandona il resto dell'armata in ritirata dalla Russia.
- 30 dicembre – I comandanti russo e prussiano firmano la Convenzione di Tauroggen che rende l'esercito prussiano neutrale, consentendo ai russi l'invasione della Prussia, primo passo per la definitiva caduta dell'impero napoleonico.

## Nati
Ci sono circa 370 voci su persone nate nel 1812; vedi la pagina Nati nel 1812 per un elenco descrittivo o la categoria Nati nel 1812 per un indice alfabetico.

## Morti

### Gennaio
- 4 gennaio - Tommaso Antici, cardinale italiano (n. 1731)
- 7 gennaio - Raffaele Albertolli, pittore, incisore e stuccatore svizzero (n. 1770)
- 7 gennaio - Maria Brizzi Giorgi, compositrice, organista e pianista italiana (n. 1775)
- 11 gennaio - Henry Scott, III duca di Buccleuch, politico scozzese (n. 1746)
- 11 gennaio - Giuseppe de Gemmis, giurista e magistrato italiano (n. 1734)
- 12 gennaio - James Henry Craig, generale britannico (n. 1748)
- 14 gennaio - William Cavendish, politico inglese (n. 1783)
- 23 gennaio - Robert Craufurd, militare britannico (n. 1764)
- 23 gennaio - Giovanni Pindemonte, poeta e drammaturgo italiano (n. 1751)
- 27 gennaio - Bernardino Nocchi, pittore italiano (n. 1741)
- 29 gennaio - Orazio Ronchi, fantino italiano (n. 1756)

### Febbraio
- 2 febbraio - Agapio III Matar, vescovo cattolico e patriarca cattolico siriano (n. 1736)
- 2 febbraio - Isaac Titsingh, diplomatico olandese (n. 1745)
- 7 febbraio - Egidio Maria da Taranto, religioso italiano (n. 1729)
- 9 febbraio - Guglielmo Batt, nobile inglese (n. 1744)
- 9 febbraio - Franz Anton Hoffmeister, compositore e editore musicale tedesco (n. 1754)
- 13 febbraio - Jacques Marie Boutet, attore teatrale e drammaturgo francese (n. 1745)
- 24 febbraio - Étienne-Louis Malus, fisico, ingegnere e matematico francese (n. 1775)
- 26 febbraio - Cosimo Morelli, architetto italiano (n. 1732)
- 27 febbraio - Giuseppe Greatti, abate, poeta e politico italiano (n. 1758)
- 28 febbraio - Federico Antonio di Hohenzollern-Hechingen, generale e nobile tedesco (n. 1726)
- 28 febbraio - Hugo Kołłątaj, politico, scrittore e filosofo polacco (n. 1750)

### Marzo
- 2 marzo - John Raphael Smith, pittore e incisore britannico (n. 1752)
- 6 marzo - James Madison, vescovo anglicano statunitense (n. 1749)
- 9 marzo - Andrew Burnaby, viaggiatore e presbitero britannico (n. 1732)
- 11 marzo - Philip James de Loutherbourg, pittore britannico (n. 1740)
- 13 marzo - Vasilij Vasil'evič Dolgorukov, ufficiale russo (n. 1752)
- 13 marzo - Henry Paget, I conte di Uxbridge, nobile britannico (n. 1744)
- 20 marzo - Jan Ladislav Dussek, compositore e pianista ceco (n. 1760)
- 23 marzo - Carlo Emanuele d'Assia-Rheinfels-Rotenburg, nobile (n. 1746)
- 24 marzo - Johann Jakob Griesbach, filologo e biblista tedesco (n. 1745)

### Aprile
- 4 aprile - Dietrich Hermann Hegewisch, storico tedesco (n. 1746)
- 6 aprile - Samuel af Ugglas, politico svedese (n. 1750)
- 8 aprile - Carlo Taglioni, ballerino e coreografo italiano
- 14 aprile - Jane Maxwell, nobildonna scozzese (n. 1748)
- 15 aprile - Johann Friedrich von Waldenstein-Wartenberg, vescovo cattolico austriaco (n. 1756)
- 16 aprile - Karl Bechon, miniatore polacco (n. 1732)
- 16 aprile - Martin von Molitor, pittore austriaco (n. 1759)
- 16 aprile - Domenico Muzzi, pittore italiano (n. 1742)
- 18 aprile - Gioacchino Albertini, compositore italiano (n. 1748)
- 20 aprile - George Clinton, militare e politico statunitense (n. 1739)
- 22 aprile - Vittorio II di Anhalt-Bernburg-Schaumburg-Hoym, principe tedesco (n. 1767)

### Maggio
- 5 maggio - Augusto Cristiano di Anhalt-Köthen, principe tedesco (n. 1769)
- 7 maggio - John Colter, esploratore statunitense (n. 1774)
- 8 maggio - Ottavio Trento, politico italiano (n. 1729)
- 9 maggio - Charles-Nicolas-Sigisbert Sonnini de Manoncourt, naturalista e viaggiatore francese (n. 1751)
- 11 maggio - Spencer Perceval, politico inglese (n. 1762)
- 13 maggio - Johannes Matthias Sperger, contrabbassista e compositore austriaco (n. 1750)
- 15 maggio - Louis Bertrand, matematico svizzero (n. 1731)
- 20 maggio - Hieronymus von Colloredo, arcivescovo cattolico e mecenate austriaco (n. 1732)
- 21 maggio - Joseph Wölfl, pianista e compositore austriaco (n. 1773)
- 23 maggio - Louis Dutens, scrittore, traduttore e filologo francese (n. 1730)
- 25 maggio - Edmond Malone, scrittore e saggista irlandese (n. 1741)

### Giugno
- 1º giugno - Miguel de la Grúa Talamanca, militare spagnolo
- 2 giugno - Jan Willem de Winter, ammiraglio olandese (n. 1761)
- 13 giugno - Benjamin Höijer, filosofo svedese (n. 1767)
- 14 giugno - Giovanni Battista Bendazzoli, scultore italiano (n. 1739)
- 15 giugno - Anton Stadler, clarinettista austriaco (n. 1753)
- 16 giugno - Franz Pforr, pittore tedesco (n. 1788)
- 17 giugno - Krikor Bedros V Kupelian (n. 1738)
- 17 giugno - Pio Panfili, pittore, incisore e decoratore italiano (n. 1723)
- 21 giugno - Johann Friedrich August Tischbein, pittore tedesco (n. 1750)

### Luglio
- 4 luglio - Pietro Carlo di Borbone-Spagna, nobile spagnolo (n. 1786)
- 6 luglio - Martín de Alzaga, politico spagnolo (n. 1775)
- 10 luglio - Carl Ludwig Willdenow, botanico, farmacista e micologo tedesco (n. 1765)
- 14 luglio - Piccola Tartaruga,  nativo americano (n. 1747)
- 14 luglio - Christian Gottlob Heyne, filologo classico, traduttore e bibliotecario tedesco (n. 1729)
- 17 luglio - John Broadwood, imprenditore scozzese (n. 1732)
- 22 luglio - Emmanuel Henri Louis Alexandre de Launay, politico francese (n. 1753)
- 22 luglio - John Gaspard Le Marchant, generale britannico (n. 1766)
- 22 luglio - Antoinette Saint-Huberty, soprano francese (n. 1756)
- 23 luglio - August Gottlieb Richter, chirurgo e medico tedesco (n. 1742)
- 24 luglio - Joseph Schuster, compositore tedesco (n. 1748)
- 24 luglio - Louis Thomas Villaret de Joyeuse, ammiraglio francese (n. 1747)
- 26 luglio - Johann Friedrich Hugo von Dalberg, compositore, pianista e letterato tedesco (n. 1760)
- 27 luglio - Clemente Venceslao di Sassonia, arcivescovo cattolico tedesco (n. 1739)
- 29 luglio - José de Mazarredo Salazar Muñatones y Gortázar, ammiraglio spagnolo (n. 1745)

### Agosto
- 1º agosto - Jakov Petrovič Kul'nev, generale russo (n. 1763)
- 2 agosto - Juan de Salinas y Zenitagoya, militare e politico ecuadoriano (n. 1755)
- 3 agosto - Martin Hamaliar, scrittore e pastore protestante slovacco (n. 1750)
- 5 agosto - Lorenzo Pignotti, poeta e storico italiano (n. 1739)
- 6 agosto - Jean-Pierre Solié, compositore e baritono francese (n. 1755)
- 14 agosto - Lorenzo Nannoni, chirurgo italiano (n. 1749)
- 17 agosto - Simon-Pierre Mérard de Saint-Just, scrittore francese (n. 1749)
- 19 agosto - Vincenzo Righini, compositore e tenore italiano (n. 1756)
- 22 agosto - Charles-Étienne Gudin de La Sablonnière, generale francese (n. 1768)
- 22 agosto - Vincenzo Maria Morelli, arcivescovo cattolico italiano (n. 1741)
- 23 agosto - Bernhard Erasmus von Deroy, nobile e generale tedesco (n. 1743)
- 23 agosto - Tethart Philipp Christian Haag, pittore olandese (n. 1737)
- 26 agosto - Aleksandr Ivanovič Kutajsov, generale e nobile russo (n. 1784)
- 30 agosto - Gabriel-Marie Legouvé, drammaturgo francese (n. 1764)
- 30 agosto - George Mathews, politico, generale e agente segreto statunitense (n. 1739)

### Settembre
- 4 settembre - Hieronim Janusz Sanguszko, nobile e generale polacco (n. 1743)
- 5 settembre - Girolamo della Porta, cardinale italiano (n. 1746)
- 6 settembre - Franz Volkmar Reinhard, teologo tedesco (n. 1753)
- 6 settembre - Aurelio Roverella, cardinale italiano (n. 1748)
- 7 settembre - Auguste Jean-Gabriel de Caulaincourt, generale e diplomatico francese (n. 1777)
- 7 settembre - Claude Antoine Compère, generale francese (n. 1774)
- 7 settembre - Louis-Pierre Montbrun, generale francese (n. 1770)
- 7 settembre - Carlo Cristiano di Sayn-Wittgenstein, nobile e militare tedesco (n. 1773)
- 8 settembre - Charles-André Merda, militare francese (n. 1773)
- 10 settembre - Sulpice Huguenin, avvocato, scrittore e politico francese (n. 1750)
- 12 settembre - Pëtr Ivanovič Bagration, generale russo (n. 1765)
- 12 settembre - Elias Stein, scacchista olandese (n. 1748)
- 18 settembre - Safranbolulu Izzet Mehmet Pascià, politico ottomano (n. 1743)
- 19 settembre - Mayer Amschel Rothschild, banchiere tedesco (n. 1744)
- 21 settembre - Emanuel Schikaneder, attore teatrale, basso e librettista tedesco (n. 1751)
- 22 settembre - James Clinton, generale statunitense (n. 1736)
- 22 settembre - Francesco Zambeccari, pioniere dell'aviazione italiano (n. 1752)
- 24 settembre - Federico Carlo Augusto di Waldeck e Pyrmont, sovrano tedesco (n. 1743)
- 26 settembre - George Frederick Cooke, attore teatrale inglese (n. 1756)
- 26 settembre - Antonio Salvaggi, numismatico italiano (n. 1746)

### Ottobre
- 5 ottobre - Carlo Augusto del Palatinato-Zweibrücken, nobile e militare tedesco (n. 1784)
- 6 ottobre - Francesco Vaccà Berlinghieri, chirurgo italiano (n. 1732)
- 9 ottobre - William Stark, architetto e urbanista scozzese (n. 1770)
- 11 ottobre - Francesco Pignatelli, marchese di Laino, generale e politico italiano (n. 1734)
- 12 ottobre - Giovanni Bovara, presbitero e politico italiano (n. 1734)
- 12 ottobre - Juan José Castelli, rivoluzionario e politico argentino (n. 1764)
- 13 ottobre - Ignaz Ferdinand Arnold, scrittore tedesco (n. 1774)
- 18 ottobre - Karl Gustav von Baggovut, generale russo (n. 1761)
- 29 ottobre - Claude François de Malet, generale francese (n. 1754)
- 30 ottobre - Nikolaj Alekseevič Tučkov, generale russo (n. 1765)

### Novembre
- 3 novembre - Ferdinand Kinsky von Wchinitz und Tettau, principe (n. 1781)
- 5 novembre - Lorenzo Gibelli, compositore italiano (n. 1718)
- 11 novembre - Platone II, monaco cristiano e teologo russo (n. 1737)
- 14 novembre - Gaetano Battaglia, militare e politico italiano
- 14 novembre - Francesco Daniele, filosofo, scrittore e letterato italiano (n. 1740)
- 14 novembre - Giuliano Traballesi, pittore e incisore italiano (n. 1727)
- 16 novembre - Ignazio IV Sarrouf, vescovo cattolico e patriarca cattolico siriano (n. 1742)
- 16 novembre - Cosimo Del Fante, ufficiale italiano (n. 1781)
- 16 novembre - John Walter, imprenditore britannico (n. 1738)
- 17 novembre - Stanislao Canovai, religioso, matematico e storico italiano (n. 1740)
- 26 novembre - Dominik Andreas von Kaunitz-Rietberg-Questenberg, diplomatico e politico austriaco (n. 1739)
- 26 novembre - Eleonora di Öttingen-Spielberg, nobildonna tedesca (n. 1745)
- 27 novembre - Domenico Cocoli, matematico e fisico italiano (n. 1747)
- 30 novembre - Stefano Tofanelli, pittore italiano (n. 1750)

### Dicembre
- 12 dicembre - Franz Leopold Lafontaine, chirurgo tedesco (n. 1756)
- 13 dicembre - Marianna Martines, cantante, pianista e compositrice austriaca (n. 1744)
- 15 dicembre - Shneur Zalman, rabbino, filosofo e scrittore russo (n. 1745)
- 19 dicembre - Jean-Baptiste Bernard de Vaublanc, militare francese (n. 1761)
- 20 dicembre - Sacajawea, esploratrice nativo americano (n. 1788)
- 24 dicembre - Federico di Anhalt-Bernburg-Schaumburg-Hoym, principe tedesco (n. 1741)
- 26 dicembre - Joel Barlow, poeta, politico e diplomatico statunitense (n. 1754)
- 27 dicembre - Giorgio di Oldenburg, principe (n. 1784)
- 28 dicembre - Paul Bassenge, gioielliere tedesco (n. 1742)
- 31 dicembre - Jean Baptiste Éblé, generale e ingegnere francese (n. 1758)

### Senza giorno specificato
- Giovanni Battista VI Giuseppe Albrizzi, nobile italiano (n. 1750)
- Dorvigny, attore teatrale francese (n. 1742)
- Isaac Bickerstaffe, commediografo e librettista irlandese (n. 1733)
- Ermete Bonomi, letterato italiano (n. 1734)
- Tapoa I, re (n. 1772)
- John Caillaud, generale britannico (n. 1726)
- Giuseppe Calegari, violoncellista e compositore italiano
- Charles Cameron, architetto scozzese (n. 1746)
- Charles Christie, militare britannico
- John Coventry, artigiano inglese (n. 1735)
- Antonino Crescimanno, giurista italiano
- Domenico De Lorenzo, scultore italiano
- Giovanni Evangelista Di Blasi, storico italiano (n. 1720)
- Giacomo Filippo Durazzo, collezionista d'arte e naturalista italiano (n. 1729)
- Juana Galán, militare spagnola (n. 1787)
- Giacinto Hintz,  russo
- Zalkind Hourwitz, scrittore polacco (n. 1751)
- Matvej Fëdorovič Kazakov, architetto russo (n. 1738)
- Kim Man-deok, imprenditrice coreana (n. 1739)
- Richard Kirwan, biologo irlandese (n. 1733)
- Jonathan Lambert, marinaio statunitense
- François Joseph Didier Liedot, militare e ingegnere francese (n. 1773)
- Duncan Ban MacIntyre, poeta scozzese (n. 1724)
- Alessandro Mochetti, incisore italiano (n. 1760)
- Tomás de Morla y Pacheco, generale spagnolo (n. 1748)
- Hugues Nardon, politico francese (n. 1768)
- Raffaele Orgitano, compositore italiano
- Giuseppe Pannini, architetto, scenografo e archeologo italiano (n. 1720)
- Jakov Sannikov, mercante e esploratore russo (n. 1780)
- Giuseppe Tineo, botanico italiano (n. 1756)
- Antonio Tozzi, compositore italiano (n. 1736)
- Antonio Trentanove, stuccatore e scultore italiano (n. 1745)
- Abd Allah bin Muhammad bin Sa'ud Al Sa'ud, principe saudita (n. 1725)

## Calendario
| Calendario 1812 | Calendario 1812 | Calendario 1812 | Calendario 1812 | Calendario 1812 | Calendario 1812 | Calendario 1812 | Calendario 1812 | Calendario 1812 | Calendario 1812 | Calendario 1812 | Calendario 1812 | Calendario 1812 | Calendario 1812 | Calendario 1812 | Calendario 1812 | Calendario 1812 | Calendario 1812 | Calendario 1812 | Calendario 1812 | Calendario 1812 | Calendario 1812 | Calendario 1812 | Calendario 1812 | Calendario 1812 | Calendario 1812 | Calendario 1812 | Calendario 1812 | Calendario 1812 | Calendario 1812 | Calendario 1812 | Calendario 1812 | Calendario 1812 |
| --------------- | --------------- | --------------- | --------------- | --------------- | --------------- | --------------- | --------------- | --------------- | --------------- | --------------- | --------------- | --------------- | --------------- | --------------- | --------------- | --------------- | --------------- | --------------- | --------------- | --------------- | --------------- | --------------- | --------------- | --------------- | --------------- | --------------- | --------------- | --------------- | --------------- | --------------- | --------------- | --------------- |
|                 | 1               | 2               | 3               | 4               | 5               | 6               | 7               | 8               | 9               | 10              | 11              | 12              | 13              | 14              | 15              | 16              | 17              | 18              | 19              | 20              | 21              | 22              | 23              | 24              | 25              | 26              | 27              | 28              | 29              | 30              | 31              |                 |
| Gennaio         | Me              | Gi              | Ve              | Sa              | Do              | Lu              | Ma              | Me              | Gi              | Ve              | Sa              | Do              | Lu              | Ma              | Me              | Gi              | Ve              | Sa              | Do              | Lu              | Ma              | Me              | Gi              | Ve              | Sa              | Do              | Lu              | Ma              | Me              | Gi              | Ve              |                 |
| Febbraio        | Sa              | Do              | Lu              | Ma              | Me              | Gi              | Ve              | Sa              | Do              | Lu              | Ma              | Me              | Gi              | Ve              | Sa              | Do              | Lu              | Ma              | Me              | Gi              | Ve              | Sa              | Do              | Lu              | Ma              | Me              | Gi              | Ve              | Sa              |                 |                 |                 |
| Marzo           | Do              | Lu              | Ma              | Me              | Gi              | Ve              | Sa              | Do              | Lu              | Ma              | Me              | Gi              | Ve              | Sa              | Do              | Lu              | Ma              | Me              | Gi              | Ve              | Sa              | Do              | Lu              | Ma              | Me              | Gi              | Ve              | Sa              | Do              | Lu              | Ma              |                 |
| Aprile          | Me              | Gi              | Ve              | Sa              | Do              | Lu              | Ma              | Me              | Gi              | Ve              | Sa              | Do              | Lu              | Ma              | Me              | Gi              | Ve              | Sa              | Do              | Lu              | Ma              | Me              | Gi              | Ve              | Sa              | Do              | Lu              | Ma              | Me              | Gi              |                 |                 |
| Maggio          | Ve              | Sa              | Do              | Lu              | Ma              | Me              | Gi              | Ve              | Sa              | Do              | Lu              | Ma              | Me              | Gi              | Ve              | Sa              | Do              | Lu              | Ma              | Me              | Gi              | Ve              | Sa              | Do              | Lu              | Ma              | Me              | Gi              | Ve              | Sa              | Do              |                 |
| Giugno          | Lu              | Ma              | Me              | Gi              | Ve              | Sa              | Do              | Lu              | Ma              | Me              | Gi              | Ve              | Sa              | Do              | Lu              | Ma              | Me              | Gi              | Ve              | Sa              | Do              | Lu              | Ma              | Me              | Gi              | Ve              | Sa              | Do              | Lu              | Ma              |                 |                 |
| Luglio          | Me              | Gi              | Ve              | Sa              | Do              | Lu              | Ma              | Me              | Gi              | Ve              | Sa              | Do              | Lu              | Ma              | Me              | Gi              | Ve              | Sa              | Do              | Lu              | Ma              | Me              | Gi              | Ve              | Sa              | Do              | Lu              | Ma              | Me              | Gi              | Ve              |                 |
| Agosto          | Sa              | Do              | Lu              | Ma              | Me              | Gi              | Ve              | Sa              | Do              | Lu              | Ma              | Me              | Gi              | Ve              | Sa              | Do              | Lu              | Ma              | Me              | Gi              | Ve              | Sa              | Do              | Lu              | Ma              | Me              | Gi              | Ve              | Sa              | Do              | Lu              |                 |
| Settembre       | Ma              | Me              | Gi              | Ve              | Sa              | Do              | Lu              | Ma              | Me              | Gi              | Ve              | Sa              | Do              | Lu              | Ma              | Me              | Gi              | Ve              | Sa              | Do              | Lu              | Ma              | Me              | Gi              | Ve              | Sa              | Do              | Lu              | Ma              | Me              |                 |                 |
| Ottobre         | Gi              | Ve              | Sa              | Do              | Lu              | Ma              | Me              | Gi              | Ve              | Sa              | Do              | Lu              | Ma              | Me              | Gi              | Ve              | Sa              | Do              | Lu              | Ma              | Me              | Gi              | Ve              | Sa              | Do              | Lu              | Ma              | Me              | Gi              | Ve              | Sa              |                 |
| Novembre        | Do              | Lu              | Ma              | Me              | Gi              | Ve              | Sa              | Do              | Lu              | Ma              | Me              | Gi              | Ve              | Sa              | Do              | Lu              | Ma              | Me              | Gi              | Ve              | Sa              | Do              | Lu              | Ma              | Me              | Gi              | Ve              | Sa              | Do              | Lu              |                 |                 |
| Dicembre        | Ma              | Me              | Gi              | Ve              | Sa              | Do              | Lu              | Ma              | Me              | Gi              | Ve              | Sa              | Do              | Lu              | Ma              | Me              | Gi              | Ve              | Sa              | Do              | Lu              | Ma              | Me              | Gi              | Ve              | Sa              | Do              | Lu              | Ma              | Me              | Gi              |                 |